# Châteauneuf-de-Bordette
Châteauneuf-de-Bordette is een gemeente in het Franse departement Drôme (regio Auvergne-Rhône-Alpes) en telt 104 inwoners (2009). De plaats maakt deel uit van het arrondissement Nyons.

## Geografie
De oppervlakte van Châteauneuf-de-Bordette bedraagt 15,4 km², de bevolkingsdichtheid is dus 6,8 inwoners per km².

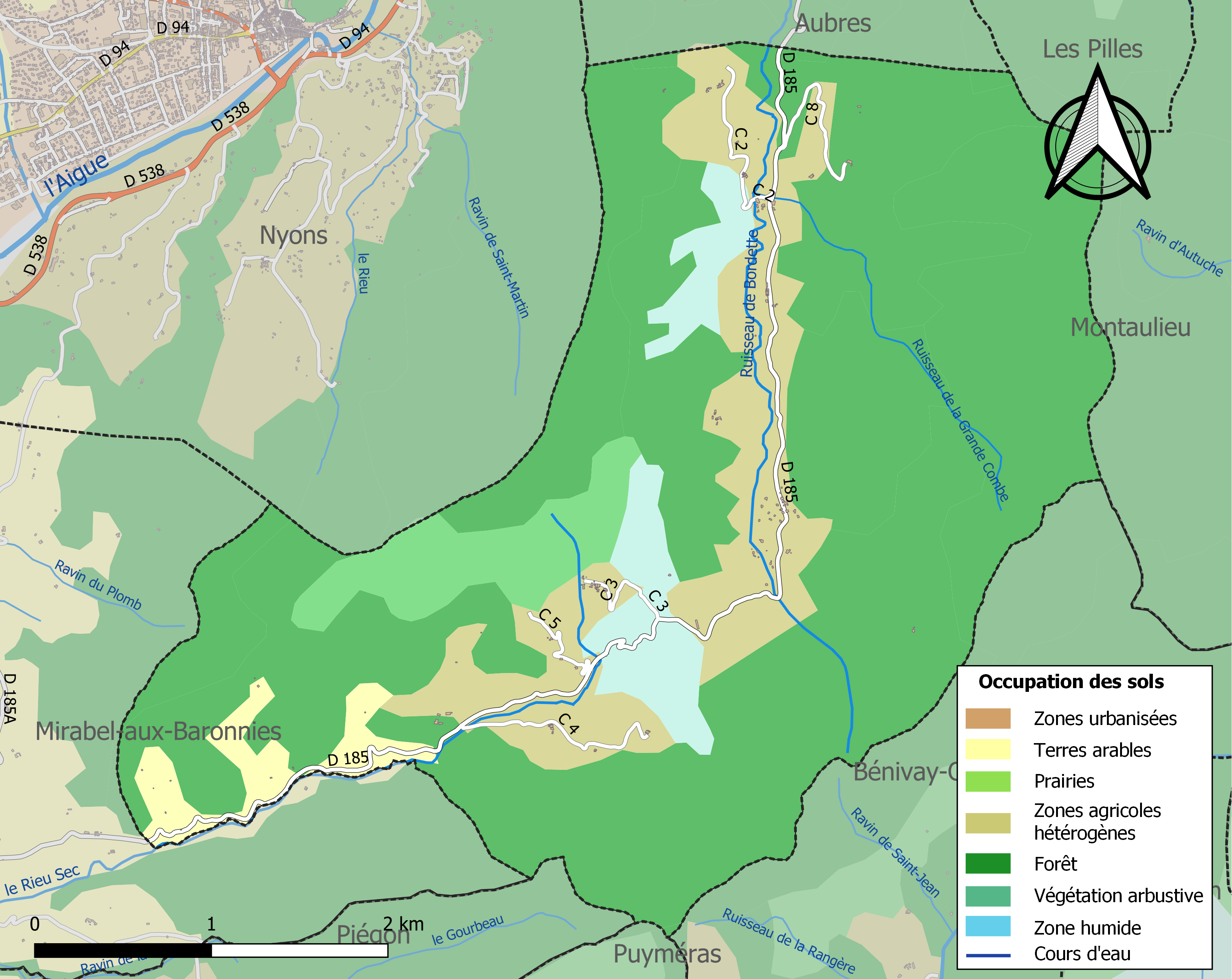
Kaart van de gemeente met belangrijkste infrastructuur, bodemgebruik en omliggende gemeenten

## Demografie
Onderstaande figuur toont het verloop van het inwonertal (bron: INSEE-tellingen).